# Sainte-Croix-aux-Mines
Sainte-Croix-aux-Mines (Duits: Sankt Kreuz im Lebertal) is een gemeente in het Franse departement Haut-Rhin (regio Grand Est) en telt 2035 inwoners (1999). De plaats maakt deel uit van het arrondissement Colmar-Ribeauvillé.

## Geografie
De oppervlakte van Sainte-Croix-aux-Mines bedroeg op 1 januari 2022 27,85 vierkante kilometer; de bevolkingsdichtheid was toen 63,1 inwoners per km².

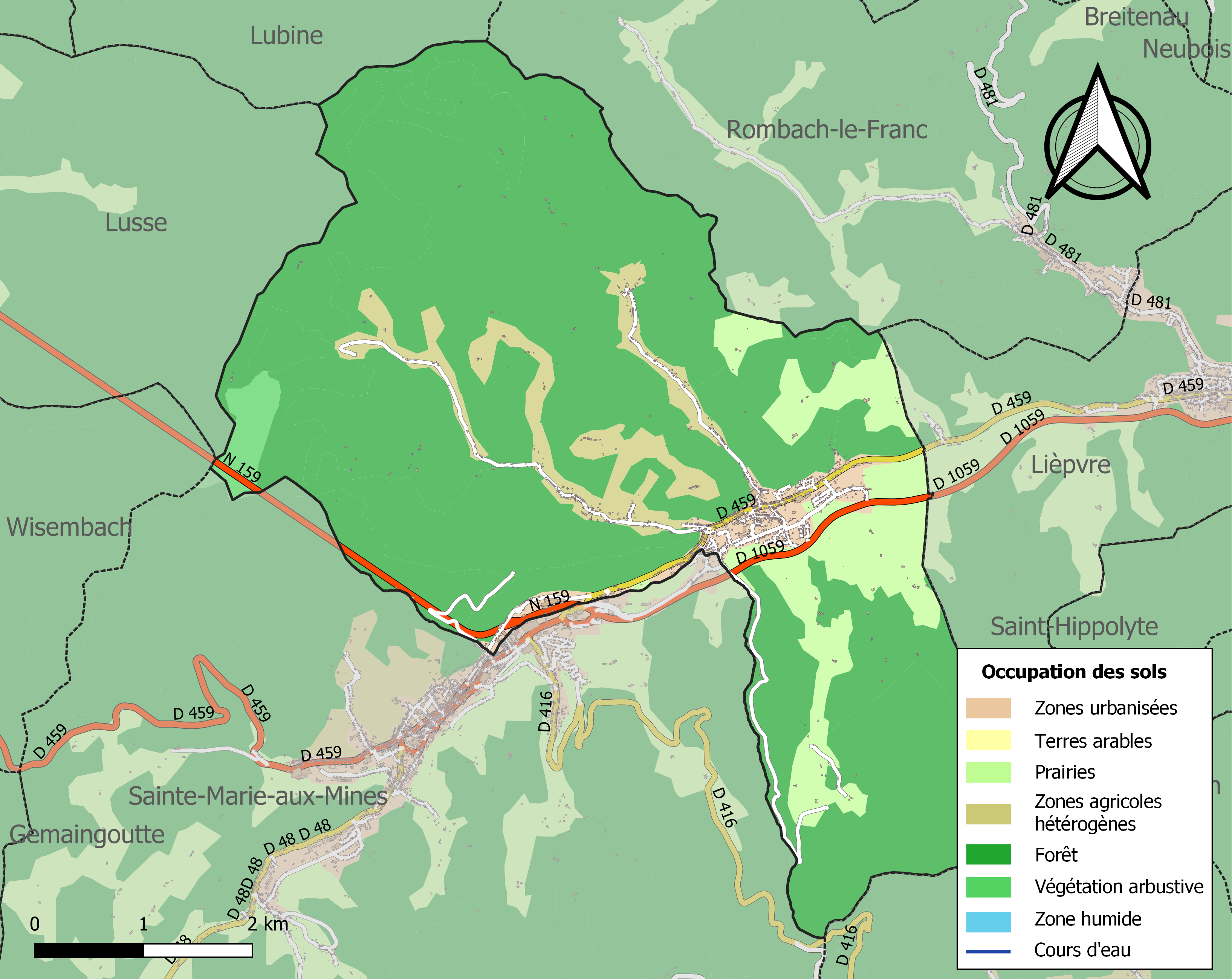
Kaart van de gemeente met de belangrijkste infrastructuur, bodemgebruik en omliggende gemeenten

## Demografie
Onderstaande figuur toont het verloop van het inwonertal (bron: INSEE-tellingen).